# Barbara Pompili
Barbara Pompili (Parigi, 13 giugno 1975) è una politica francese, nominata il 6 luglio 2020 ministro della transizione ecologica sotto il governo Castex.
Dal 2016 al 2017 è stata Segretario di Stato per la Biodiversità.

## Biografia
Nipote di un emigrante italiano di Senigallia, Barbara Pompili è la figlia di Philippe e di Annick Milliot, una istitutrice specializzata nel settore dei ragazzi disabili.. Trascorre l'infanzia a Liévin, nel Pas-de-Calais, e si diploma all'Istituto di studi politici di Lilla, promozione Léopold Sédar Senghor (1997). Abita a Amiens dal 2006.

## Carriera politica
È entrata a far parte dei Verdi nel 2000, diventando responsabile dei rapporti con la stampa durante la campagna presidenziale del 2002 di Christmas Mamère. Nei cinque anni successivi ha lavorato con il vice Yves Cochet come assistente parlamentare, funzione che ha definito la sua professione.. Lo ha sostenuto durante le primarie presidenziali ecologiche francesi nel 2006  e lo ha presentato come il suo "padre politico".
Barbara Pompili si presenta alle elezioni parlamentari 2007 di fronte a Jean-François Lamour (UMP) nel 13º arrondissement di Parigi dove raccoglie il 2,29% dei voti. Mentre Yves Cochet ha condotto una campagna contro Marielle de Sarnez del Mouvement démocrate (MoDem) nell'11º distretto di Parigi, ha firmato il "Manifesto per la revisione dell'ecologia politica", un appello di Daniel Cohn-Bendit in cui sostiene un'alleanza con i MoDem.

## Vita privata
Ha come compagno Christophe Porquier, ex vice-presidente del consiglio regionale di Piccardia e ex membro dell'Europe Écologie Les Verts (EELV).
È madre di una figlia nata nel 2003.